# Hrvatski rukometni kup za žene 1995./96.
Hrvatski rukometni kup za žene za sezonu 1995./96. je četvrti put zaredom osvojila Podravka iz Koprivnice.

## Rezultati

### Osmina završnice
Igrano 23. i 24. prosinca 1995.
| klub1             | rez.  | klub2                      |
| ----------------- | ----- | -------------------------- |
| Silex Samobor     | 40:14 | Podravka III Koprivnica    |
| Trogir            | 15:39 | Podravka Koprivnica        |
| Trešnjevka Zagreb | 21:29 | Graničar Đurđevac          |
| Terme Vinkovci    | 19:28 | Čakovec                    |
| Opatija Platex    | 23:29 | Osijek                     |
| Rudar Labin       | 17:31 | Mediteran osiguranje Ploče |
| Makarska          | 5:44  | Karbon Zaprešić            |
| INA Sisak         | 12:42 | Kraš Zagreb                |

### Četvrtzavršnica
Igrano od 17. do 28. siječnja 1996.
| klub1                      | rez.         | klub2               |
| -------------------------- | ------------ | ------------------- |
| Čakovec                    | 21:20, 20:25 | Osijek              |
| Silex Samobor              | 14:21, 15:18 | Graničar Đurđevac   |
| Mediteran osiguranje Ploče | 23:19, 17:25 | Karbon Zaprešić     |
| Kraš Zagreb                | 25:23, 17:25 | Podravka Koprivnica |

### Završni turnir
Igran 25. i 26. svibnja 1996. u Đurđevcu.
| klub1               | rez.          | klub2               |
| poluzavršnica       | poluzavršnica | poluzavršnica       |
| ------------------- | ------------- | ------------------- |
| Graničar Đurđevac   | 17:14         | Karbon Zaprešić     |
| Podravka Koprivnica | 36:19         | Osijek              |
|                     |               |                     |
| za treće mjesto     |               |                     |
| Osijek              | 26:32         | Karbon Zaprešić     |
|                     |               |                     |
| za pobjednika       |               |                     |
| Graničar Đurđevac   | 19:27         | Podravka Koprivnica |

## Poveznice
- 1. A HRL za žene 1995./96.
- 1. B HRL za žene 1995./96.
- 2. HRL za žene 1995./96.